# Юдицкий, Антоний Казимир
Антоний Казимир Юдицкий (около 1670 — 1729) — государственный деятель Великого княжества Литовского, подкоморий и маршалок Речицкого повета, участник сеймов, фундатор религиозных учреждений.

## Биография
Представитель шляхетского рода Юдицких герба Радван. Родился около 1670 года в семье Станислава Михаила Юдицкого.
С 1688 года — поручик войска ВКЛ. В 1690 году получил должность хорунжего речицкого, с 1699 — подкоморий, а с 1701 — маршалок Речицкого повета. Семь раз избирался послом на сеймы.
В 1713 году основал местечко Казимирово (ныне в Жлобинском районе) и передал ему своё имя. Тогда же основал мужской униатский монастырь ордена базилиан, на содержание которого передал деревню Косаги с 26 крестьянскими дворами.
Согласно преданию, монастырь был построен в благодарность чудотворной иконе Богородицы, которая якобы помогла Юдицкому во время военных действий.
Казимировский монастырь стал важным центром религиозной и образовательной жизни региона, где действовали школа и богадельня. Влияние Антония Казимира Юдицкого распространялось на социальную, религиозную и образовательную сферы Речицкого повета.
Умер в 1729 году.